# Võ Bình Nhất
Võ Bình Nhất (chữ Hán: 武平一; thế kỷ thứ 7 - thế kỷ thứ 8) là nhà thơ, tác gia nhà Đường. Sách Tân Đường Thư có ghi, Võ Bình Nhất bác học đa tài, thông hiểu xuân thu sử sách, tài giỏi văn chương.

## Thân thế
Ông nguyên tên Chân (甄), tự Bình Nhất，sau lấy biểu tự làm tên. Ông xuất thân trong gia tộc của Võ Tắc Thiên. Thời Võ Hậu đang nắm quyền, hạ chiếu đề ông nhập sĩ, nhưng Võ Bình Nhất sợ cuốn vào thị phi mà gây họa một mực không dám đi, ẩn cư tại Cao Sơn tu Phù Đồ pháp. Sau khi Trung Tông Thần Long Cách mạng (神龍革命) khôi phục ngôi vua, Võ Bình Nhất tuy vẫn mặc đồ tang, nhưng mà bị chiếu lệnh làm khởi cư xá nhân (起居舍人). Năm Cảnh Long thứ 2 (708), ông được kiêm Tu Văn Quán Trực Học Sĩ (修文馆直学士), nhờ tinh thông kim cổ mà được Trung Tông yêu thích, không lâu lại đảm nhiệm Khảo công viên ngoại lang (考功员外郎).

## Bình sinh
Võ Bình Nhất đối với thân thích trong dòng họ Võ nhập cung tranh đấu trong ngoài triều đình thập phần lo lắng, Cảnh Long năm thứ 2, ông viết thư thỉnh cầu tổn hại quyền ân sủng của bá tánh（Tức Võ Gia, nhưng Trung Tông không có đáp ứng. Tháng 9 Cảnh Long năm thứ 3, đối mặt "Thái Bình công chúa, An Định công chúa cùng với băng đảng, nhiều lần vu cáo mỉa mai", Trung Tông hỏi kế sách ông, Võ Bình Nhứt khiển trách "Dạy bảo răn đe một cách thích đáng thâm sâu，bày xích gian trá nguy hiểm", "đè nén nhân từ tôn nghiêm, dùng nghiêm cấm hiểu biết mà tò rõ, vô lịnh tích ác", Trung Tông cảm niệm được trung thế của ông, ban thưởng cho ông, nhưng mà chưa dựa vào lời nói mà đi.
Sau khi Đường Huyền Tông đăng cơ không lâu, Võ Bình Nhất bị giáng chức làm tham quân Tô Châu, sau lại đảm nhận huyện lệnh Kim Đàn. Đột nhiên bị giáng chức, nhưng Võ Bình Nhất nói "Đã phạt mà danh không suy giảm", đương thời Vương Loan (王湾), Tổ Vịnh (祖咏), Trữ Quang Hy (储光羲) chờ thi nhân du lịch đất Ngô, đều lưu giữ thơ tặng biếu lẫn nhau.

## Gia đình
Con trai là Dĩnh Xuyên quận vương (颍川郡王) Võ Tải Đức (武载德), Võ Nguyên Hành (武元衡), tổ phụ của Võ Nho Hoành (武儒衡).

## Tác phẩm
- Kim Đường Thí. 1 quyển (quyển một trăm hai) 15 từ
- Kim Đường Văn. 1 quyển (quyển 268), 6 thiên
- Cảnh Long Văn Quán Ký